# Jean-Pierre Serre

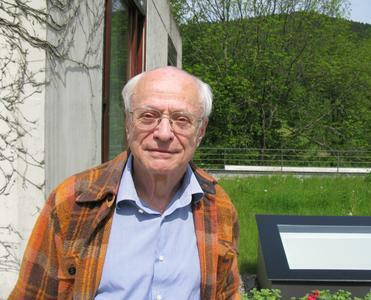
Jean-Pierre Serre (2009)

Jean-Pierre Serre (* 15. September 1926 in Bages im französischen Département Pyrénées-Orientales) ist ein französischer Mathematiker und einer der führenden Mathematiker des 20. Jahrhunderts. Er gilt als Wegbereiter der modernen algebraischen Geometrie, Zahlentheorie und Topologie. Serre ist Träger der Fields-Medaille und des Abelpreises. Die Fields-Medaille wurde ihm im Alter von 27 Jahren verliehen, womit er zum bislang (Stand 2022) jüngsten Preisträger dieser Auszeichnung wurde.

## Leben
Serres Eltern waren Apotheker. Er ging auf das Gymnasium von Nîmes (Lycée de Nîmes), gewann 1944 den landesweiten Concours général in Mathematik und studierte von 1945 bis 1948 an der École normale supérieure in Paris. 1951 promovierte er an der Sorbonne. In dieser Zeit wurde er Mitglied des Mathematikerzirkels Nicolas Bourbaki. Von 1948 bis 1954 war er am Centre national de la recherche scientifique (CNRS) in Paris tätig, zuerst als Attaché de Recherches und später als Maître de Recherches. 1954–1956 war er Maître de conférences an der Universität Nancy und war danach seit 1956 Professor am Collège de France in Paris (Lehrstuhl für Algebra und Geometrie). Seit 1994 hat er dort eine Ehrenprofessur.
Er war Gastprofessor unter anderem in Harvard und häufig am Institute for Advanced Study in Princeton (zuerst 1955 bis 1957).
Zu seinen Hobbys zählen Skifahren, Felsklettern und Tischtennis.
1983 bis 1986 war er mit Ludwig Faddejew Vizepräsident der Internationalen Mathematischen Union, 1970 Präsident der Société Mathématique de France.

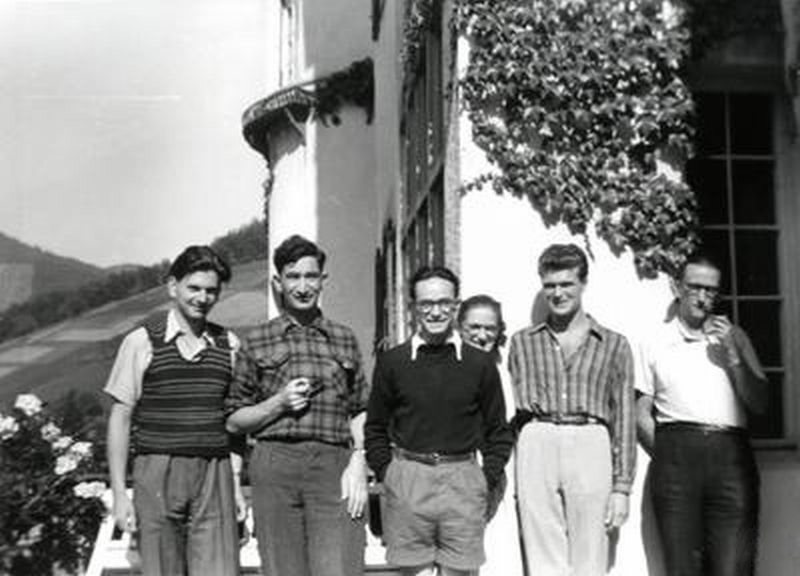
Jean-Pierre Serre (3. v. links) mit Josiane Serre (hinter ihm), René Thom (links) und anderen in Oberwolfach 1949

Er war mit der Chemikerin Josiane Heulot-Serre (1922–2004) verheiratet, der ehemaligen Direktorin der École normale supérieure de jeunes filles in Sèvres. 1949 wurde die gemeinsame Tochter Claudine Monteil geboren. Als feministische Autorin und Schriftstellerin schrieb sie Biographien von Simone de Beauvoir sowie von Charles Chaplin und dessen Frau Oona.
Der Mathematiker Denis Serre ist sein Neffe.

## Werk
Schon im sehr jungen Alter war Serre einer der herausragendsten Schüler von Henri Cartan. Er beschäftigte sich in der Zeit um 1950 mit algebraischer Topologie und wandte Jean Lerays Spektralsequenzen auf die Faserbündel-Räume aus einem topologischen Raum {\displaystyle X} als Basis und dem Raum der Wege in {\displaystyle X} als Faser an (loop space method). So konnte er Beziehungen zwischen den Homologiegruppen in Faserbündel-Räumen sowie zwischen Homologie- und Homotopiegruppen finden. Die Anwendung in der Bestimmung der Homotopiegruppen von Sphären, einem notorisch schwierigen Gebiet, sorgte damals für Aufsehen (Dissertation 1951). Er bewies, dass die {\displaystyle m}-te Homotopiegruppe der {\displaystyle n}-dimensionalen Sphäre für {\displaystyle m>n} endlich ist, außer für den Fall {\displaystyle n} gerade und {\displaystyle m=2n+1}.
Nach einem Aufenthalt in Princeton 1952, wo er u. a. das Artin-Tate-Seminar über Klassenkörpertheorie besuchte, wandte er sich nach der Rückkehr nach Paris im Cartan-Seminar den dort aktuellen Themen Funktionentheorie mehrerer Veränderlicher und algebraische Geometrie zu, die er mit Hilfe von Jean Lerays Garbentheorie und den Methoden der algebraischen Topologie (Kohomologietheorie) auf ein neues Fundament stellte. Zunächst geschah das für gerade erzielte Resultate von Cartan und Oka in der Funktionentheorie mehrerer Variabler. Arbeiten über Verallgemeinerungen des Riemann-Roch-Theorems (die gleichzeitig Hirzebruch und Kodaira vorantrieben) 1953 führten ihn schließlich ab 1954 zur algebraischen Geometrie. Aus den Diskussionen im Cartan-Seminar Mitte der 50er Jahre entstand dann später der Grundstein für Alexander Grothendiecks Theorie der Schemata, auf dem Grothendieck und seine Schule die algebraische Geometrie neu aufbauten. Zwei der bekanntesten Artikel von Serre aus dieser Zeit sind FAC (Faisceaux Algébriques Cohérents, über die Kohomologie kohärenter Modulgarben) von 1955 und GAGA (Géometrie Algébrique et Géométrie Analytique) von 1956. Mit „analytischer Geometrie“ ist dabei die Funktionentheorie mehrerer komplexer Variabler gemeint. Bekannt ist der Dualitätssatz von Serre. Während der 1950er Jahre bis zum Ende der 1960er Jahre arbeiteten Grothendieck und Serre intensiv zusammen.
Von 1959 an beschäftigte sich Serre hauptsächlich mit der Zahlentheorie, speziell mit dem Ausbau der Galoiskohomologie für die Klassenkörpertheorie sowie den Galois-Darstellungen in der Theorie der elliptischen Kurven über den rationalen Zahlen. Hier formulierte er die Serre-Vermutung in der Theorie der „zweidimensionalen“ Darstellungen der „absoluten Galoisgruppe“. Das Ziel seiner Arbeiten war die formale Darstellung einer absoluten Galoisgruppe eines beliebigen Zahlkörpers, das heißt der Gruppe seiner Automorphismen. Deshalb werden spezielle Darstellungen (Wirkungsorte) dieser Gruppe untersucht, z. B. in den „{\displaystyle n}-Torsionspunkten“ (rationalen Punkten der Kurve, die {\displaystyle n}-fach „addiert“ nach der Sekanten-/Tangentenmethode von Poincaré Null ergeben) elliptischer Kurven. Weil diese (da zweifach periodisch) geometrisch von der Gestalt eines Torus sind, spricht man von „zweidimensionaler Darstellung“. 1972 bewies Serre sein Open image theorem für elliptische Kurven {\displaystyle E} (ohne komplexe Multiplikation) über algebraischen Zahlkörpern {\displaystyle K}. Es besagt, dass die Darstellungen der Galoisgruppe von Körpererweiterungen von {\displaystyle K}, die durch Hinzunahme der {\displaystyle n}-Torsionspunkte {\displaystyle E} gebildet wurden, in der Gruppe {\displaystyle GL_{2}(\mathbb {Z} /n\mathbb {Z} )} „so groß wie möglich sind“.

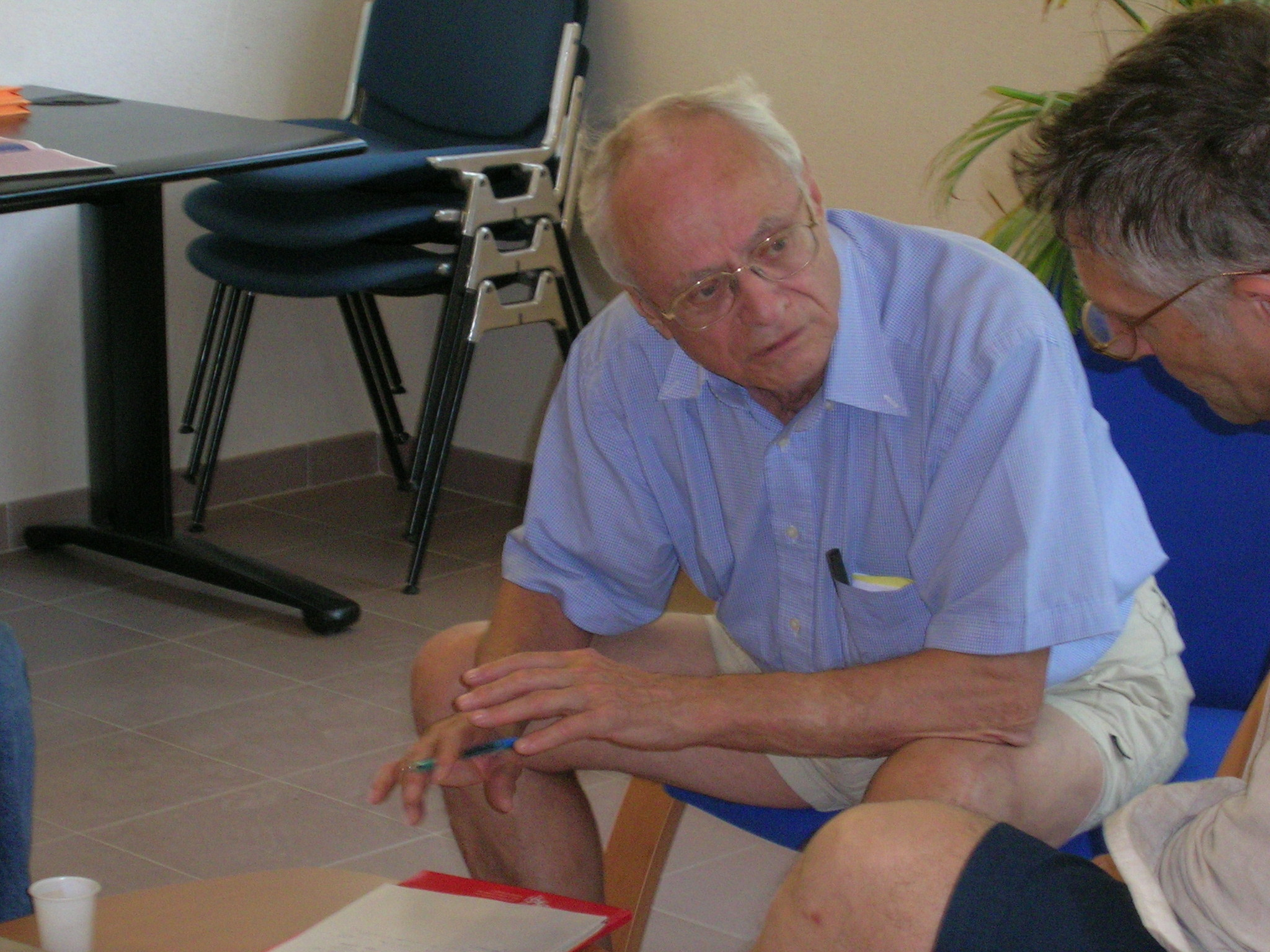
Jean-Pierre Serre an der Sommerschule über die Serre-Vermutung am CIRM in Luminy, 19. Juli 2007

Er initiierte außerdem zusammen mit Nicholas Katz um 1972 die Theorie der p-adischen Modulformen.
Sein Buch A course in Arithmetic bringt auf knappem Raum sowohl eine Diskussion quadratischer Formen als auch der Theorie der Modulformen (mit Anwendung auf Gitter). Er erhielt dafür den Leroy P. Steele Prize.
Serre leistete auch einen wichtigen Beitrag in der Beweiskette, die von Gerhard Frey über Ken Ribet bis Andrew Wiles zum Beweis der Fermat-Vermutung führte.
Aus seiner Freundschaft mit Armand Borel resultierte auch sein Interesse für Lie-Gruppen und ihre Algebren, für diskrete Gruppen und ihre Geometrie sowie für Darstellungstheorie von Gruppen. Es war dann nur natürlich, dass er auch die gesammelten Werke von Ferdinand Georg Frobenius herausgab.
Serre ist auch für verschiedene Vermutungen bekannt. Neben der oben erwähnten Vermutung über Galois-Darstellungen zum Beispiel für eine Vermutung in der kommutativen Algebra, dass projektive Moduln über Polynomringen frei seien, die von Andrei Alexandrowitsch Suslin und Daniel Quillen unabhängig bewiesen wurde, siehe Satz von Quillen-Suslin.

## Auszeichnungen und Ehrungen
- 1954 Fields-Medaille
- 1960 Mitglied der American Academy of Arts and Sciences
- 1962 hielt er einen Plenarvortrag auf dem Internationalen Mathematikerkongress in Stockholm (Géométrie Algébrique).
- 1970 Prix Gaston Julia
- 1971 Médaille Émile Picard der Academie des Sciences
- 1985 Balzan-Preis
- 1987 Médaille d’or du CNRS
- 1995 Leroy P. Steele Prize der American Mathematical Society
- 1996 hielt er einen der Plenarvorträge auf dem zweiten Europäischen Mathematikerkongress in Budapest (Correspondences and dictionaries in geometry and number theory).
- 2000 Wolf-Preis
- 2003 Abel-Preis
- 2012 Großkreuz der französischen Ehrenlegion
- Großkreuz des Ordre national du Mérite
- Mitglied einer Reihe wissenschaftlicher Akademien, u. a. ist er Fellow der Royal Society (1974) und seit 1977 Mitglied der Académie des sciences. Er ist ausländisches Mitglied der Niederländischen Akademie der Wissenschaften (1978), der National Academy of Sciences (1979), der Schwedischen Akademie der Wissenschaften (1980), der norwegischen (2009), russischen (2003) und taiwanesischen Akademien der Wissenschaften und der Akademie in Turin. Außerdem ist er Mitglied der American Philosophical Society (1998) und der American Academy of Arts and Sciences (1960). 1973 wurde er Ehrenmitglied der London Mathematical Society. Er ist Fellow der American Mathematical Society.

Er ist vielfacher Ehrendoktor: Cambridge (1978), Stockholm (1980), Glasgow (1983), Athen (1996), Harvard (1998), Durham (2000), London (2001), Oslo (2002), Oxford (2003), Bukarest (2004), Barcelona (2004), Madrid (2006), Mc-Gill University (2008).

## Zitate
- Präzision kombiniert mit informeller Kürze – das ist das Ideal in Büchern ebenso wie in Vorlesungen (Interview mit Leong, Chong 1985)
- Einige Mathematiker haben klare und weitreichende „Programme“ … Ich hatte niemals ein solches Programm, nicht einmal ein kleines[5]
- Zur Frage wie man Schüler für Mathematik motivieren könnte: Ich habe dazu die Theorie, dass man junge Leute zunächst abschrecken sollte, Mathematiker werden zu wollen. Es gibt keinen Bedarf für zu viele Mathematiker. Aber wenn sie danach immer noch Mathematik studieren wollen, sollte man sie in der Tat ermutigen und ihnen helfen. Auf dem Gymnasium ist der wichtigste Punkt, den Schülern zu zeigen, dass Mathematik überhaupt existiert und keine tote Wissenschaft ist (es besteht bei vielen die Tendenz anzunehmen, die einzigen offenen Probleme wären in Physik und Biologie). Der Hauptmangel im üblichen Mathematikunterricht besteht darin, dass die Lehrer nie diese offenen Fragen erwähnen, was schade ist, denn es gibt viele davon, insbesondere in der Zahlentheorie, die Schüler sehr gut verstehen könnten.[6] In einem Interview beim ICM 2006 gab er auf die Frage, was er einem guten Mathematikstudenten raten würde, die Antwort: Ein guter Student benötigt keinen Rat.[7]

## Schriften
Bücher:
- Algèbre locale, multiplicités. Cours professé au Collège de France, 1957–1958. Rédigé par Pierre Gabriel, s. n., s. l. 1958, (englisch: Local algebra. Springer, Berlin u. a. 2000, ISBN 3-540-66641-9).
- Groupes algébriques et corps de classes. Cours au Collège de France (= Publications de l’Institut de Mathématique de l’Université de Nancago. 7 = Actualités Scientifiques et Industrielles. 1264). Herrmann, Paris 1959, (englisch: Algebraic groups and class fields (= Graduate Texts in Mathematics. 117). Springer, New York NY u. a. 1988, ISBN 0-387-96648-X).
- Corps locaux (= Publications de l’Institut de Mathématique de l’Université de Nancago. 8 = Actualités Scientifiques et Industrielles. 1296). Hermann, Paris 1962, (englisch: Local fields (= Graduate Texts in Mathematics. 67). Springer, New York NY 1979, ISBN 0-387-90424-7).
- Cohomologie Galoisienne. Cours au Collège de France, 1962–1963. Collège de France, Paris 1963, (englisch: Galois cohomology. Springer, Berlin u. a. 1997, ISBN 3-540-61990-9).
- Lie algebras and Lie groups. 1965, lectures given at Harvard University. Benjamin, New York NY u. a. 1965.
- Algèbres de Lie semi-simples complexes. Benjamin, New York NY u. a. 1966, (englisch: Complex semisimple Lie algebras. Springer, New York NY u. a. 1987, ISBN 3-540-96569-6).
- Représentations linéaires des groupes finis. II, E.N.S., Cours aux carrés, avril–mai 1966. Rédigé par Yves Balasko. Ecole normale supérieure, Paris 1966, (englisch: Linear representations of finite groups (= Graduate Texts in Mathematics. 42). Springer, New York NY u. a. 1977, ISBN 0-387-90190-6).
- Abelian {\displaystyle l}-adic representations and elliptic curves. McGill University lecture notes. Benjamin, New York NY u. a. 1968.
- Cours d’arithmétique (= Collection SUP. Le Mathématicien. 2, ZDB-ID 185116-0). Presses Universitaires de France, Paris 1970, (englisch: A course in arithmetic (= Graduate Texts in Mathematics. 7). Springer, New York NY u. a. 1973, ISBN 0-387-90041-1).
- Arbres, amalgames, {\displaystyle SL_{2}}. Cours au Collège de France (= Astérisque. 46, ISSN 0303-1179). Société Mathématique de France, Paris 1977, (englisch: Trees. Springer, Berlin u. a. 1980, ISBN 0-387-10103-9).
- Autour du théorème de Mordell-Weil. Cours au Collège de France, janvier–mars 1980. Und: Cours au Collège de France, octobre 1980–janvier 1981 (= Publications Mathematiques de l’Universite Pierre et Marie Curie. 62 und 65, ISSN 1151-1745). Notes rédigées par Michel Waldschmidt. 2 Bände. Université Pierre et Marie Curie, Paris 1980–1981, (englisch: Lectures on the Mordell-Weil theorem (= Aspects of Mathematics. E, 15). Vieweg, Braunschweig u. a. 1989, ISBN 3-528-08968-7).
- Œuvres. = Collected Works. 4 Bände. Springer, Berlin u. a. 1986–2000, ISBN 3-540-15621-6.
- Topics in Galois theory (= Research Notes in Mathematics. 1). Notes written by Henri Damon. 1992, Jones and Bartlett, Boston MA u. a. 1992, ISBN 0-86720-210-6.
- Grothendieck-Serre correspondence. Editors Pierre Colmez, Jean-Pierre Serre. Bilingual edition. American Mathematical Society, Providence RI 2004, ISBN 0-8218-3424-X (die zahlreichen Telefongespräche der beiden insbesondere während ihrer gleichzeitigen Anwesenheit in Paris sind allerdings nicht erfasst).

Einige Aufsätze und Interviews:
- Homologie singulière des espaces fibrés. Applications. In: Annals of Mathematics. Serie 2, Band 54, Nr. 3, 1951, S. 425–505, doi:10.2307/1969485.
- Groupes d’homotopie et classes de groupes abéliens. In: Annals of Mathematics. Serie 2, Band 58, Nr. 2, 1953, S. 258–294, doi:10.2307/1969789.
- Un théorème de dualité. In: Commentarii Mathematici Helvetici. Band 29, 1955, S. 9–26.
- Faisceaux algebriques coherents. In: Annals of Mathematics. Serie 2, Band 61, Nr. 2, 1955, S. 197–278, doi:10.2307/1969915.
- Géométrie algébrique et géométrie analytique. In: Annales de l’Institut Fourier. Band 6, 1956, S. 1–42, (online).
- Propriétés galoisiennes des points d’ordre fini des courbes elliptiques. In: Inventiones Mathematicae. Band 15, Nr. 4, 1972, S. 259–331.
- Mit Armand Borel: Corners and arithmetic groups. Mit Appendice: Adrien Douady, Letizia Hérault: Arrondissement des variétés à coins. In: Commentarii Mathematici Helvetici. Band 48, 1973, S. 436–491.
- Quelques applications du théorème de densité de Chebotarev. In: Institut des Hautes Etudes Scientifiques. Publications Mathématiques. Band 54, 1981, S. 323–401, (online).
- Sur les représentations modulaires de degré 2 de {\displaystyle Gal({\overline {\mathbb {Q} }}/\mathbb {Q} )}. In: Duke Mathematical Journal. Band 54, Nr. 1, 1987, S. 179–230, doi:10.1215/S0012-7094-87-05413-5.
- Chi Tat Chong, Yap Kok Leong: An interview with Jean-Pierre Serre. In: The Mathematical Intelligencer. Band 8, Nr. 4, 1986, S. 8–13, (online hier (Memento vom 19. Juli 2011 im Internet Archive)).
- Martin Raussen, Christian Skau: Interview with Jean-Pierre Serre. In: Notices of the American Mathematical Society. Band 51, Nr. 2, 2004, S. 210–214.